# Mutum
Mutum là một đô thị thuộc bang Minas Gerais, Brasil. Đô thị này có diện tích 1255,8 km², dân số năm 2007 là 26331 người, mật độ 21,1 người/km².